# 156th Airlift Wing

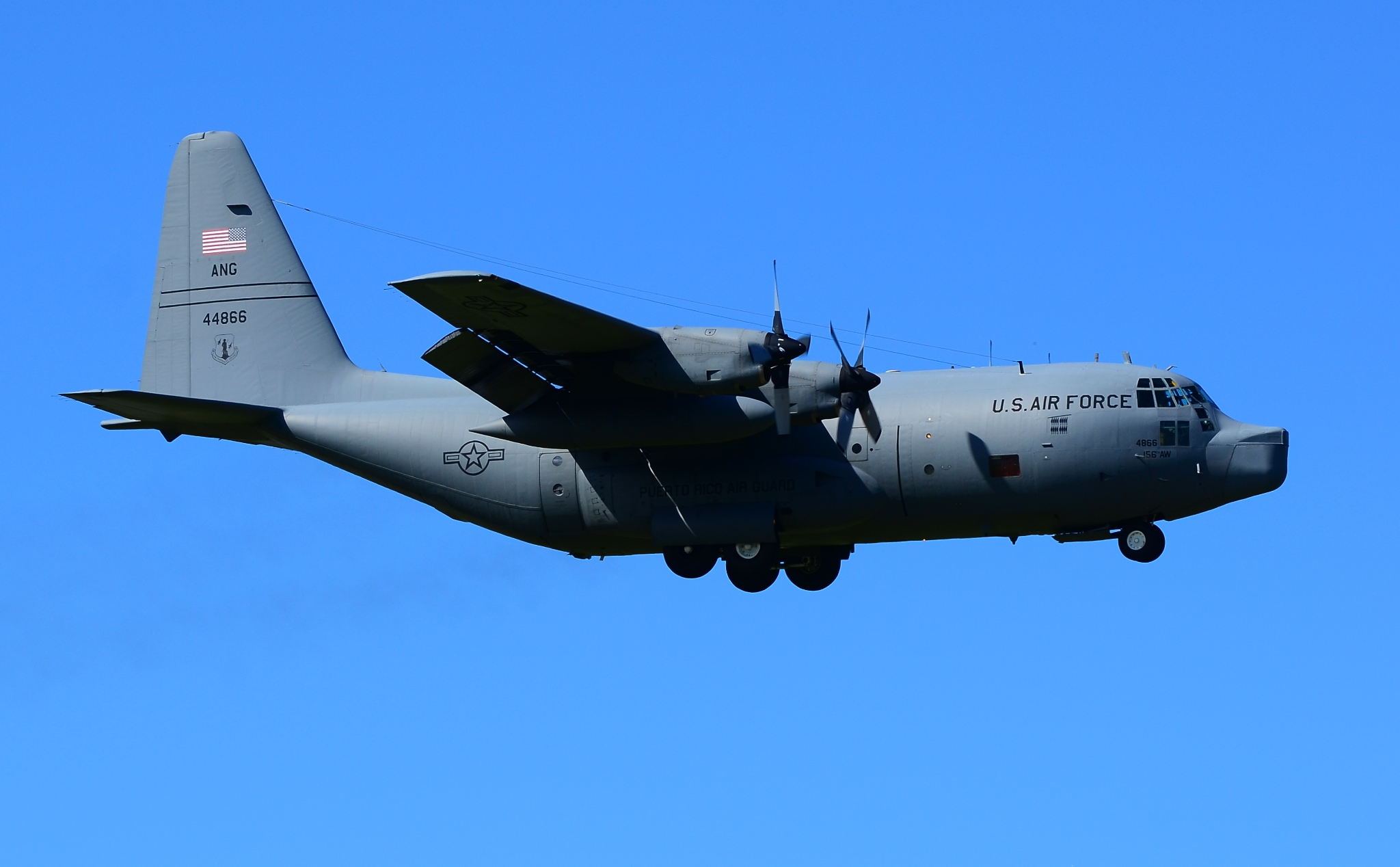
WC-130H dello Stormo

Il 156th Airlift Wing è uno Stormo da trasporto di Porto Rico Air National Guard. Riporta direttamente all'Air Mobility Command quando attivato per il servizio federale. Il suo quartier generale è situato presso la Muniz Air National Guard Base, Porto Rico.

## Organizzazione
Al settembre 2017, esso controlla:
- 156th Operations Group
  - 156th Operations Support Squadron
  -  198th Airlift Squadron - Equipaggiato con 6 WC-130H
- 156th Maintenance Group
  - 156th Maintenance Squadron
  - 156th Aircraft Maintenance Squadron
  - 156th Maintenance Operations Flight
- 156th Mission Support Group
  - 156th Force Support Squadron
  - 156th Logistics Readiness Squadron
  - 156th Security Forces Squadron
  - 156th Civil Engineer Squadron
  - 156th Communications Flight
- 156th Medical Group
- 140th Air Defense Squadron, Punta Salinas Air Guard Station, Porto Rico
- 141st Air Control Squadron, Punta Borinquen Radar Site, Porto Rico
- 285th Civil Engineer Squadron, St.Croix Air National Guard Station, Isole Vergini Americane